# Pleidooi (recht)
Een pleidooi is in het recht de benaming voor de pleitrede die door een advocaat voor een gerechtelijke instantie ten behoeve van zijn cliënt wordt uitgesproken. Bovendien wordt met het woord de fase in het proces aangeduid waarin dat gebeurt. Pleidooien kunnen zowel in het strafrecht als in het burgerlijke recht en het bestuursrecht voorkomen.
Omdat in een pleidooi niet zelden gedetailleerde verwijzingen naar jurisprudentie en rechtsliteratuur zijn opgenomen, gaat het houden ervan meestal vergezeld van de overhandiging aan de rechter van een pleitnota, die dan aan de processtukken wordt toegevoegd.
In niet-juridische zin wordt het woord pleidooi gebruikt voor elk mondeling of schriftelijk betoog dat tot doel heeft anderen van een bepaald standpunt te overtuigen.